# Al-Kantara Szark
Al-Kantara Szark (arab. القنطرة شرق) – miasto w Egipcie, w muhafazie Ismailia. W 2006 roku liczyło 20 700 mieszkańców.